# Ben Dreith
Ben Dreith (* 1. Februar 1925 in Denver, Colorado; † 25. April 2021 in Centennial, Colorado) war ein US-amerikanischer Schiedsrichter im American Football, der von der Saison 1960 bis 1969 in der AFL und von der Saison 1970 bis zur Saison 1990 in der NFL tätig war. Er war Schiedsrichter der Super Bowls VIII und XV. In der AFL trug er zunächst die Uniform mit der Nummer 53 und später die 12. In der NFL behielt er die Nummer 12.

## Karriere
Dreith begann im Jahr 1960 seine AFL-Laufbahn als Field Judge, ehe er zum Hauptschiedsrichter ernannt wurde. Nach der Fusion der AFL und NFL im Jahr 1970 bekleidete er ebenfalls die Position des Hauptschiedsrichters in der neuen NFL.
Er war leitete die Super Bowls VIII, im Jahr 1974, und XV, im Jahr 1981. Zudem leitete er die Pro Bowls 1972 und 1989.
Er wurde im Jahr 2004 mit dem NFLRA Honoree Award ausgezeichnet.